# Prélude et fughetta pour orgue
Prélude et fughetta pour orgue is een compositie van Albert Roussel. Het is een werk in de stijl van Prelude en fuga. Het tempo is daarbij moderato. Het is opgedragen aan Nadia Boulanger, met wie hij regelmatig contact had op diverse opleidingsinstituten.

## Discografie
- Uitgave Arts Production: Arturo Sacchetti: Organ history
- Uitgave Priory Records (gespecialiseerd in orgelmuziek): Marie-Bernadette Dufourcet op het orgel van Nôtre Dame des Champs in Parijs